# Fenícia Primera
Fenícia Primera o simplement Fenícia (Phoenicia Prima) fou una província romana creada al segle iv per dividió de la província de la Síria Fenícia, agafant la zona costanera. La capital fou Tir i abraçava Ptolemais, Sidó, Berytus, Byblos, Botryo, Tripolis, Arcae, Orthosias, Aradus, Antaradus, i Caesarea Paneas.